# Leucostrophus hirundo
Leucostrophus hirundo är en fjärilsart som beskrevs av Druce 1887. Leucostrophus hirundo ingår i släktet Leucostrophus och familjen svärmare. Inga underarter finns listade i Catalogue of Life.